# 2-Naftil mercaptano
2-Naftil mercaptano, 2-naftalenotiol, 2-mercaptonaftaleno, 2-tionaftol ou beta-mercaptonaftaleno, é o composto orgânico, o tiol do naftaleno, de fórmula molecular C10H7SH, massa molecular 160,24. Apresenta ponto de ebulição de 286 °C e ponto de fusão de 79-81 °C. É classificado com o número CAS 91-60-1, número de registor Beilstein 636389, número EC 202-082-5, número MDL MFCD00004086 e ID de substância PubChem 24856405.